# Isaac Titsinghkade

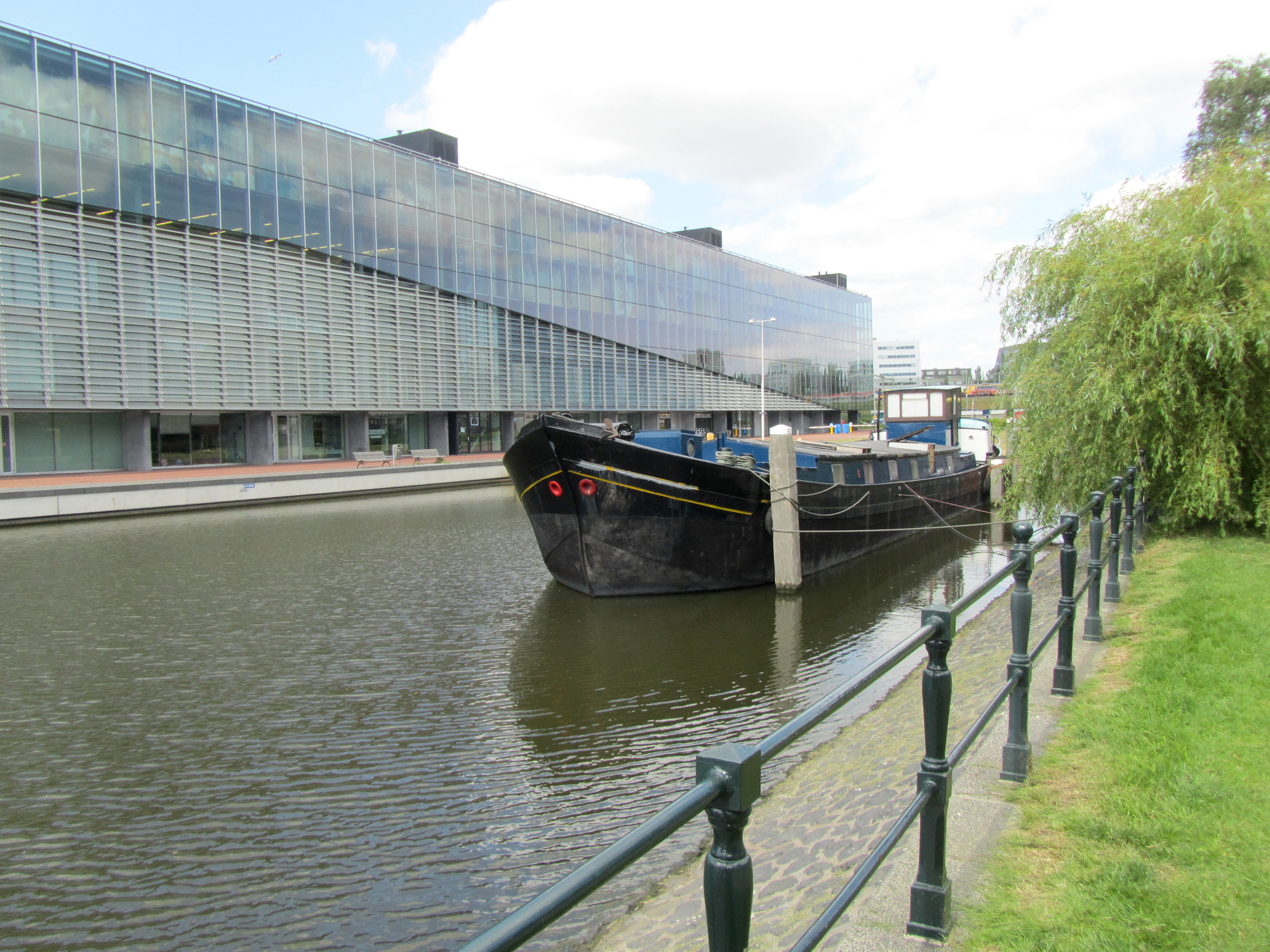
Isaac Titsinghkade (2012) bestaat hier uit de rode strook tussen vaart en INIT.

De Isaac Titsinghkade is een kade in Amsterdam-Centrum. Zij is alleen toegankelijk voor voetgangers en fietsers. De straat is vernoemd naar Isaac Titsingh, een hoge ambtenaar van de Vereenigde Oostindische Compagnie, die hier ooit haar magazijnen had.
De kade vormt voor slechts een deel de oever van de Oostenburgervaart. Zowel de zuid- als noordkant werden alhier gedempt, waardoor de waterverbindingen met de Oostenburgergracht en de Dijksgracht (ook deels gedempt) verloren ging. Een deel van de Isaac Titsinghkade loopt dus niet meer langs water. De kade kreeg pas in 2005 haar naam, toen hier een industrieterrein opnieuw ingericht werd. Langs de Isaac Titsinghkade staat het INIT-gebouw.